# 科濟列夫卡河
科濟列夫卡河是俄羅斯的河流，屬於堪察加河的支流，位於堪察加半島，河道全長約222公里，流域面積8,440平方公里，是紅大馬哈魚、紅大馬哈魚和駝背大馬哈魚的產卵地。